# Isekai no Sata wa Shachiku Shidai
Isekai no Sata wa Shachiku Shidai (異世界の沙汰は社畜次第?) es una serie de novelas ligeras japonesas escritas por Yatsuki Wakatsu e ilustradas por Kikka Ohashi. Se publicó en línea de marzo a diciembre de 2018 en el sitio web de publicación de novelas generadas por usuarios Shōsetsuka ni Narō. Más tarde fue adquirida por Enterbrain, que ha publicado tres volúmenes desde febrero de 2019. Una adaptación al manga con arte de Kazuki Irodori se ha publicado en línea a través de la revista digital B's Log Comic de Enterbrain desde marzo de 2020 y se ha recopilado en seis volúmenes tankōbon. Una adaptación de la serie de televisión de anime producida por Studio Deen se estrenará en enero de 2026.

## Personajes
Seiichirou Kondou (近藤誠一郎 Kondō Seiichirō?)
 Seiyū: Kent Itō (PV y anime)
Aresh (アレシュ Areshu?)
 Seiyū: Tomoaki Maeno (PV y anime)
Norbert (ノルベルト Noruberuto?)
 Seiyū: Seiichiro Yamashita (anime)
Kamil (カミル Kamiru?)
 Seiyū: Hiroki Tōchi (anime)
Siegvold (シーグヴォルド Shīguborudo?)
 Seiyū: Yūki Ono (PV)

## Contenido de la obra

### Novelas ligeras
Isekai no Sata wa Shachiku Shidai es escrito por Yatsuki Wakatsu e ilustradas por Kikka Ohashi y se serializó en el sitio web de publicación de novelas generadas por usuarios Shōsetsuka ni Narō entre marzo y diciembre de 2018. Luego fue adquirida por Enterbrain, que comenzó a publicarla como una novela ligera con ilustraciones de Kikka Ohashi el 28 de febrero de 2019. Se han lanzado tres volúmenes al 30 de septiembre de 2021. La serie está licenciada en Norteamérica por Yen Press.
| Volúmenes de novelas ligeras publicadas | Volúmenes de novelas ligeras publicadas | Volúmenes de novelas ligeras publicadas |
| Número                                  | Fecha de lanzamiento                    | ISBN                                    |
| --------------------------------------- | --------------------------------------- | --------------------------------------- |
| 1                                       | 28 de febrero de 2019                   | ISBN 978-4-04-735538-5                  |
| 2                                       | 31 de julio de 2020                     | ISBN 978-4-04-736204-8                  |
| 3                                       | 30 de septiembre de 2021                | ISBN 978-4-04-736799-9                  |

### Manga
Una adaptación al manga ilustrada por Kazuki Irodori comenzó a publicarse en la revista digital B's Log Comic de Enterbrain el 26 de marzo de 2020. Los capítulos del manga se han recopilado en seis volúmenes tankōbon a partir de noviembre de 2024.
Durante su panel, en Anime NYC 2021, Yen Press anunció que había obtenido la licencia de la adaptación al manga para su publicación en inglés.

### Anime
Se anunció una adaptación al anime el 1 de noviembre de 2024. Más tarde se confirmó que sería una serie de televisión producida por Studio Deen y dirigida por Shinji Ishihira, con Akira Yamada como asistente de dirección, Yoshiko Nakamura manejando la composición de la serie, Maki Fujii diseñando los personajes y Megumi Ōhashi componiendo la música. El estreno de la serie está previsto para enero de 2026.

### Otros medios
En conmemoración del lanzamiento del segundo volumen de la adaptación del manga, se subió un video promocional con las voces de Kent Itō y Tomoaki Maeno al canal de YouTube de Kadokawa Corporation ese mismo día. Otro video promocional que conmemora el lanzamiento del quinto volumen de la adaptación del manga se lanzó ese mismo día. Presentaba a Itō y Maeno repitiendo sus papeles del video promocional anterior y a Yūki Ono.

## Recepción
Para noviembre de 2024, la serie tendrá más de 1,4 millones de copias en circulación.